# Playboy 51

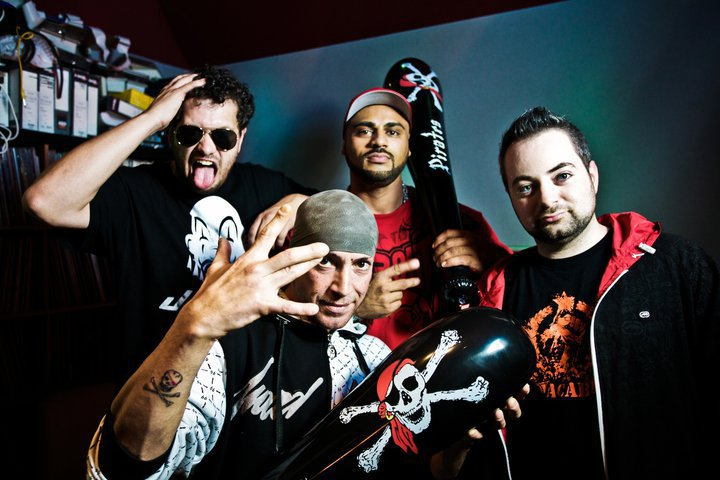
Playboy 51 (im Vordergrund) mit King Orgasmus One, Massiv und Basstard (v. links n. rechts)

Playboy 51 aus Reinickendorf (* 7. Januar 1977 in West-Berlin als Tanju Çalıkıran), ausgesprochen „Playboy Fifty-One“ ist ein deutscher Sänger, Rapper und Fernsehdarsteller aus dem Berliner Bezirk Reinickendorf, der in jungen Jahren dadurch größere Bekanntheit erlangte, dass er in zahlreichen Talkshows wie Vera am Mittag das Rollenmuster eines orientalischen Machos verkörperte.

## Leben
Geboren wurde Çalıkıran in Berlin-Schöneberg. Im Alter von drei Jahren zog er nach Reinickendorf, wo er bis heute lebt. Die „51“ in seinem Künstlernamen bezieht sich auf den alten Berliner Postzustellbezirk Reinickendorf. Er erlernte einen Beruf aus dem Maschinenbaubereich und unterstützt die Initiative I love Reinickendorf.
Playboy 51, dessen äußere Markenzeichen neben einem starken berlinischen Dialekt Solariumsbräune, weite Kleidung, Kopftuch und Goldkette sind, wurde in den 1990er-Jahren durch eine Agentur als Darsteller an zahlreiche Daily-Talkshows, ein damals noch junges Genre des deutschen Fernsehprogramms, vermittelt. Playboy 51 wurde stets zu Themen wie Ich kann jede haben oder Frauen zerfließen mir in den Händen eingeladen. Während dieser Auftritte habe der Deutschtürke laut Achim Lauber von der Universität Leipzig ohne echten Moderatorenwiderspruch scheinbar authentisch „stets das gleiche Frauenbild“ propagiert.
Durch fortwährende Präsenz im deutschen Privatfernsehen wurde Playboy 51 allmählich zu einem bekannten Teil deutscher Trashkultur. DJ Desue produzierte mit dem rappenden Kleindarsteller den Song Playboy 51. Es folgten Auftritte außerhalb des Daily Talks, etwa bei TV total, wo er den „Raab der Woche“ erhielt, zusammen mit Elton und Feature-Auftritte auf Konzerten und Alben bekannterer Interpreten, zum Beispiel G-Hot und DJ Manny Marc (Sexurlaub, 2007).
Von der zeitweise großen Bekanntheit der Figur zeugen auch Spuren in der neueren deutschen Literatur, ausführlich etwa in Hatice Akyüns Einmal Hans mit scharfer Soße (2005), oder Textfragmente von Populärmusikern wie zum Beispiel Fler (Mutterficker, Playboy 51, holt eure Mamies her / das ist der Voll-Voll-Voll-Voll-Assi-Flair) oder Freunde der Sonne.
Im September 2009 beschäftigte sich die RTL-2-Sendung „Exklusiv – Die Reportage“ zum Thema Deutschlands geilste Aufreißer umfangreich mit dem Berliner.
Ab 2010 war Playboy 51 gemeinsam mit seinem langjährigen Freund Fiko, in der Online-Liveshow 51TV auf dem Internet-Videoportal Ustream zu sehen. Seine nach Eigenangabe „verrückteste Liveshow der Welt“ wurde sonntags um 20 Uhr zunächst als Livestream eingespeist, später auf YouTube veröffentlicht. 51TV wird von DJ Desue produziert. Im Jahr 2010 hatte Playboy 51 auch Gastauftritte in den Musikvideos Sor Bir Bana von Alpa Gun, Rockstarz von Der Sekte und Sonnenstudio Marion von Den Atzen (Frauenarzt und Manny Marc). Nachdem Anfang 2012 Fiko die Sendung verlassen hatte, moderierte Playboy 51 die Sendung alleine bzw. mit wechselnden Showgästen weiter. Die Liveshow, welche zuletzt auf dem Streaming-Portal Twitch zu sehen war, wurde im Jahr 2019 aufgrund von persönlichen Differenzen zwischen Playboy 51 und DJ Desue eingestellt.

## Trivia
In einer 2003 veröffentlichten qualitativen Studie der Unabhängigen Landesanstalt für Rundfunk und neue Medien Was guckst du, was denkst du?: Der Einfluss des Fernsehens auf das Ausländerbild von Kindern im Alter von 9 bis 14 Jahren wurde Tanju Çalıkıran alias Playboy 51 von einigen der Probanden bei der Befragung zu ihrem Ausländerbild namentlich genannt.

## Diskografie
- P 51 – 51 (Single, mit DJ Desue)
- Playboy 51 – Nur die Weibaz (Single, mit DJ Desue)
- Playboy 51 feat. Fiko – Eine für dich, eine für mich (Single, mit DJ Desue)
- Nazar & RAF Camora feat. Playboy 51 – Sagol